# Teodoro Gaza
Teodoro Gaza o Theodore Gazis (en griego: Θεόδωρος Γαζῆς, Theodoros Gazis; en italiano: Teodoro Gaza; en latín: Theodorus Gazes), también llamado por el epíteto Thessalonicensis (en latín) y Thessalonikeus (en griego) (c. 1398 -. c 1475), fue un humanista griego y traductor de Aristóteles así como uno de los eruditos griegos que lideró la reactivación en el siglo XV del estudio de las lenguas clásicas que hará posible el Renacimiento.

## Vida
Theodorus Gaza nació en Grecia en una ilustre familia en Salónica, Macedonia aproximadamente en c. 1400, cuando la ciudad estaba bajo su primer período del Imperio Otomano (que fue restaurado a dominio bizantino en 1403). En la captura final de su ciudad natal por los turcos en 1430 escapó a Italia. En diciembre de 1440 estuvo en Pavía, donde conoce a Iacopo da San Cassiano, quien le presentó a su señor Vittorino da Feltre. Durante un período de tres años residió en Mantua, donde Vittorino creó la célebre escuela humanista La Giocosa, adquirió rápidamente un conocimiento competente de latín bajo su enseñanza, apoyándose por su parte dando clases en griego, y copiando manuscritos de los clásicos antiguos.
En 1447 fue nombrado profesor de griego en la recién fundada Universidad de Ferrara, a la que los estudiantes de todas partes de Italia pronto fueron atraídos, en un gran número, por su fama como maestro. Entre sus estudiantes estaba incluido Rodolphus Agricola. Había tomado parte en los consejos que se celebraron en Siena (1423), Ferrara (1438) y Florencia (1439), con el objeto de lograr una reconciliación entre las Iglesias griega y latina; y en 1450, por invitación del Papa Nicolás V, fue a Roma, donde fue durante algunos años empleado por su patrón en la toma de las traducciones latinas de Aristóteles y otros autores griegos. En Roma continuó sus actividades de enseñanza: se conoció de que en una ocasión el Papa Sixto IV encargó a Gaza para traducir las obras de Aristóteles al latín, con la paga de varias piezas de oro; Sin embargo al recibir el pago, Gaza fue insultado por el importe pagado, y furiosamente echó el dinero en el río Tíber.
Entre sus alumnos estaban Demetrio Calcocondilas, un destacado estudioso del período del Renacimiento y Andronicus Callistus, un primo de Teodoro Gaza.

Después de la muerte de Nicolás (1455), siendo incapaz de ganarse la vida en Roma, Gaza se retira a Nápoles, donde disfrutó del mecenazgo de Alfonso el Magnánimo durante dos años (1456-1458). Poco después fue nombrado por el cardenal Bessarion a un beneficio en Calabria, donde se pasó los últimos años de su vida, y donde murió aproximadamente en 1475 y fue enterrado en el monasterio Basiliano de San Giovanni a Piro. 

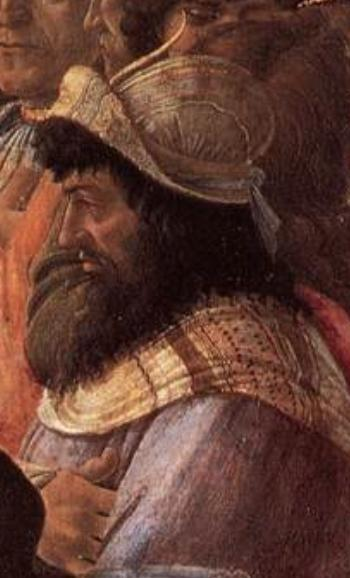
Theodorus Gaza según lo representado por Botticelli en la Adoración de los Magos, en la Galería de los Uffizi de Florencia, Italia.

Tras la muerte de Gaza fue recordado por los escritores renacentistas y alabado por sus habilidades; una carta escrita al Papa Sixto IV por Ermolao Barbaro en 1480 incluye una evaluación detallada de las capacidades de traducción de Gaza:

No hace mucho, Santidad, que sufrió una gran pérdida e incomparable en la persona de Teodoro Gaza. Ese hombre griego superó a todos los latinos en la tarea de escribir y traducir. Si hubiera vivido más tiempo, habría enriquecido la lengua latina en este campo también. Lo hizo efectivamente en los libros más perfectos de Aristóteles sobre los animales y de Teofrasto sobre las plantas. En mi opinión, él es el único que desafiar la antigüedad misma. Me he propuesto para honrar e imitar a este hombre. Reconozco y confieso que me ayudó con sus escritos. Yo lo leí con no menos curiosidad que leí M. Tulio, Plinio, Columela, Varrón, Séneca, Apuleyo, y los demás que uno tiene que examinar en este tipo de estudio

En la campaña emprendida por Plethon contra el aristotelismo, contribuyó con su parte a la defensa. Su influencia en los humanistas era considerable, en el éxito con el que enseñó la lengua griega y la literatura. En Ferrara fundó una academia para contrarrestar la influencia de la academia platónica fundada por Plethon en Florencia.

## Trabajos
Sus traducciones fueron superiores, tanto en precisión y estilo, a las versiones en uso antes de su tiempo. Dedicó especial atención a la traducción y la exposición de las obras de Aristóteles en las ciencias naturales.
Gaza se puso en cabeza en la opinión de la mayoría de sus contemporáneos, pero aún era mayor en la de los eruditos de la generación siguiente. Su gramática griega (en cuatro libros), escrito en griego, primero impresa en Venecia en 1495, y luego parcialmente traducido por Erasmus en 1521, aunque en muchos aspectos defectuosa, especialmente en su sintaxis, fue durante mucho tiempo el libro de texto más importante. Sus traducciones al latín eran muy numerosas, incluyendo:
- Problemata, De partibus animalium y De generatione animalium de Aristóteles
- De historia plantarum de Teofrasto
- Problemata de Alejandro de Afrodisias
- De instruendis aciebus de Eliano el Táctico
- De compositione verborum de Dionisio de Halicarnaso
- algunas de las Homilies de Juan Crisóstomo.

También tradujo en griego De senectute y Somnium Scipioni de Cicerón, con mucho éxito, en la opinión de Erasmo; con más elegancia que exactitud, de acuerdo con el juicio más frío de los estudiosos modernos. Fue autor también de dos pequeños tratados de derecho De Mensibus y De origine Turcarum.
El género de plantas fanerógamas, Gazania, del sur de África, fue nombrada en su honor.